# Sad'eeq Yusuf
Sad'eeq Yusuf Ahmat (23 luglio 1996) è un calciatore nigeriano, centrocampista del Kwara Utd.

## Caratteristiche tecniche
Può essere schierato sia come centrocampista centrale che come trequartista. È un calciatore forte fisicamente e bravo sotto porta, dotato di un buon tiro e di senso del gol.

## Carriera

### Club
Prodotto del vivaio del GBS Academy, Yusuf è stato poi ingaggiato dai belgi del Gent in data 4 marzo 2015.
Il 29 luglio 2015 è passato ai norvegesi dell'Haugesund con la formula del prestito. Ha esordito in Eliteserien in data 9 agosto, quando è stato schierato titolare nella vittoria per 3-1 sull'Aalesund.
Tornato al Gent per fine prestito, è rimasto in squadra fino all'estate 2017, quando ha fatto ritorno in Nigeria per militare nelle file del Plateau United. Nel 2019 è passato alle Sunshine Stars.
In vista del campionato 2021-2022, è passato agli egiziani del Misr Lel Makasa.

## Statistiche

### Presenze e reti nei club
Statistiche aggiornate al 5 settembre 2023.
| Stagione              | Squadra               | Campionato            | Campionato | Campionato | Coppe nazionali | Coppe nazionali | Coppe nazionali | Coppe continentali | Coppe continentali | Coppe continentali | Altre coppe | Altre coppe | Altre coppe | Totale | Totale | Totale |
| Stagione              | Squadra               | Comp                  | Pres       | Reti       | Comp            | Pres            | Reti            | Comp               | Pres               | Reti               | Comp        | Pres        | Reti        | Pres   | Reti   |        |
| --------------------- | --------------------- | --------------------- | ---------- | ---------- | --------------- | --------------- | --------------- | ------------------ | ------------------ | ------------------ | ----------- | ----------- | ----------- | ------ | ------ | ------ |
| lug.-dic. 2015        | Haugesund             | ES                    | 7          | 0          | CN              | -               | -               | -                  | -                  | -                  | -           | -           | -           | 7      | 0      |        |
| lug.-dic. 2017        | Plateau Utd           | PL                    | ?          | ?          | CN              | ?               | ?               | -                  | -                  | -                  | -           | -           | -           | ?      | ?      |        |
| 2018                  | Plateau Utd           | PL                    | ?          | ?          | CN              | ?               | ?               | -                  | -                  | -                  | -           | -           | -           | ?      | ?      |        |
| 2019                  | Plateau Utd           | PL                    | ?          | ?          | CN              | ?               | ?               | -                  | -                  | -                  | -           | -           | -           | ?      | ?      |        |
| Totale Plateau United | Totale Plateau United | Totale Plateau United | ?          | ?          |                 | ?               | ?               |                    | -                  | -                  |             | -           | -           | ?      | ?      |        |
| 2019-2020             | Sunshine Stars        | PL                    | 11+        | 1+         | CN              | ?               | ?               | -                  | -                  | -                  | -           | -           | -           | 11+    | 1+     |        |
| 2020-2021             | Sunshine Stars        | PL                    | 34         | 13         | CN              | ?               | ?               | -                  | -                  | -                  | -           | -           | -           | 34+    | 13+    |        |
| Totale Sunshine Stars | Totale Sunshine Stars | Totale Sunshine Stars | 45+        | 14+        |                 | ?               | ?               |                    | -                  | -                  |             | -           | -           | 45+    | 14+    |        |
| ott.-dic. 2021        | Misr Lel Makasa       | PL                    | 0          | 0          | CE              | 0               | 0               | -                  | -                  | -                  | -           | -           | -           | 0      | 0      |        |
| 2022                  | Amanat Baghdad        | PL                    | ?          | ?          | CI              | ?               | ?               | -                  | -                  | -                  | -           | -           | -           | ?      | ?      |        |
| mar.-ago. 2023        | Akwa Utd              | PL                    | ?          | ?          | CN              | ?               | ?               | -                  | -                  | -                  | -           | -           | -           | ?      | ?      |        |
| ago.-dic. 2023        | Kwara Utd             | PL                    | ?          | ?          | CN              | ?               | ?               | -                  | -                  | -                  | -           | -           | -           | ?      | ?      |        |
| Totale carriera       | Totale carriera       | Totale carriera       | 52+        | 14+        |                 | ?               | ?               |                    | -                  | -                  |             | -           | -           | 52+    | 14+    |        |